# Челидзе, Тамаз Лукич
Тамаз Лукич Челидзе (груз. თამაზ ლუკას ძე ჭელიძე; род. 24 декабря 1934, Кутаиси) — советский и грузинский геофизик, доктор химических наук и доктор физико-математических наук, профессор, академик Академии наук Грузии (2013; член-корреспондент с 1997). Почётный гражданин Тбилиси (2013).

## Биография
Родился 24 декабря 1934 года в Кутаиси, Грузинской ССР в семье профессора и ректора Кутаисского педагогического института Луки Челидзе (1904—1976).
С 1952 по 1957 год обучался на геологическом факультете Московского государственного университета. С 1961 по 1964 год обучался в аспирантуре Тбилисского государственного университета.
С 1957 года на научно-исследовательской работе в Институте геофизики имени М. З. Нодиа АН Грузии в должностях: младший и с 1967 по 1976 год — старший научный сотрудник, с 1976 по 2006 год — заведующий отделом физики горных пород, одновременно с 1985 по 1992 год — заместитель директора этого института по науке, с 1996 по 2007 год — директор этого научного института, с 2007 года — 
заведующий сектором прикладной и экспериментальной геофизики и председатель Учёного совета этого института.
С 1997 года одновременно с научной занимался и педагогической работой в Тбилисском государственном университете в качестве заведующего кафедрой поиска и разведки полезных ископаемых геофизическими методами.

### Научно-педагогическая деятельность и вклад в науку
Основная научно-педагогическая деятельность Т. Л. Челидзе была связана с вопросами в области археогеофизики и геофизики, в том числе разведочной, проблем по прогнозу землетрясений, теоретическими и экспериментальными исследованиями в области геотермии, гидрогеофизики и экогеофизики, физики неоднородных сред. Т. Л. Челидзе являлся — членом сейсмологической экспертной группы межгосударственного совета по чрезвычайным ситуациям стран СНГ, членом — Американского геофизического союза,  Seismological Society of America и Society of Exploration Geophysicists, постоянным представителем Грузии в Совете Европы в рамках соглашения по большим катастрофам. С 1997 года — директор Европейского центра «Геодинамический риск высотных плотин» при Европейском совете и президент геофизической ассоциации Грузии. 
В 1964 году защитил кандидатскую диссертацию по теме: ««К вопросу о зависимости электрических характеристик горных пород от частоты поля», в 1975 году защитил докторскую диссертацию на соискание учёной степени доктор химических наук по теме: «Поверхностные эффекты в диэлектрической спектроскопии гетерогенных систем» и в 1985 году защитил докторскую диссертацию на соискание учёной степени доктор физико-математических наук по теме: ««Перколяционные модели в механике геоматериалов». В 1990 году ему присвоено учёное звание профессор по специальности «геофизика». В 1997 году был избран член-корреспондентом, в 2013 году — действительным членом НАН Грузии. Т. Л. Челидзе было написано более трёхсот пятидесяти научных работ, в том числе  монографий. Им было подготовлено четыре докторские и одиннадцать кандидатских диссертаций.

## Награды
- Премия имени М. З. Нодиа АН Грузии (2009)
- Премия имени М. А. Алексидзе АН Грузии (1999)
- Почётная грамотой Президиума Верховного Совета Грузинской ССР (1984)[1]

## Основные труды
- К вопросу о зависимости электрических характеристик горных пород от частоты поля / Т.Л. Челидзе. - Тбилиси, 1963. - 166 с.
- Поверхностные эффекты в диэлектрической спектроскопии гетерогенных систем. - Тбилиси, 1975. - 318 с.
- Электрическая спектроскопия гетерогенных систем / Т.Л. Челидзе, А.И. Деревянко, О.Д. Куриленко ; АН УССР, Ин-т коллоидной химии и химии воды. - Киев : Наук. думка, 1977. - 231 с.
- Электрические и магнитные свойства горных пород при повышенных температурах и давлениях / Т.Л. Челидзе, М.Л. Челишвили, Н.Г. Хатиашвили и др. - Тбилиси : Мецниереба, 1979. - 270 с.
- Очерки по физике горных пород / Т. Л. Челидзе. - Тбилиси : Изд-во Тбил. ун-та, 1983. - 264 с.
- Перколяционные модели в механике геоматериалов. - Москва, 1985. - 374 с.
- Методы теории протекания в механике геоматериалов / Т. Л. Челидзе; Отв. ред. М. А. Садовский; АН СССР, Междувед. совет по сейсмологии и сейсмостойк. стр-ву, Ин-т геофизики АН ГССР. - М. : Наука, 1987. - 134 с[3]